# قائمة أرقام قياسية عالمية لكرة القدم
تتضمن هذه المقالة قائمة بالأرقام القياسية الاحترافية للرجال في كرة القدم، سواء في أي دوري، أو كأس، أو مسابقة رسمية أخرى حول العالم، وتشمل اللاعبين المحترفين، ونصف المحترفين، والهواة. لا تُحتسب مباريات الأندية الودية عادةً ضمن هذه الأرقام القياسية. وتشمل المقالة إحصاءات شاملة تتعلق بالدوريات الرسمية لكرة القدم حول العالم بشكل عام، دون الأخذ بعين الاعتبار ترتيب الدوريات أو معاملاتها.
وتُقسَّم هذه الأرقام القياسية حسب ما إذا كانت تتعلق باللاعبين، أو المدربين، أو الأندية، أو الملاعب.

## اللاعبين
آخر تحديث 17 أغسطس 2025.

### الأهداف

#### الأكثر تسجيلًا

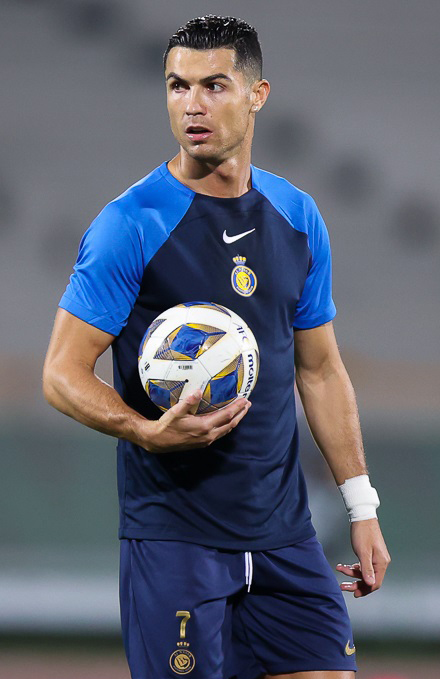
كريستيانو رونالدو، الهدّاف التاريخي في تاريخ كرة القدم الرسمية، بأكثر من 900 هدف.

- أكثر عدد أهداف رسمية: 938 –  كريستيانو رونالدو، 2002–[1][2][ا]
- أكثر عدد أهداف في جميع المباريات (ودية ورسمية): 1,917 –  لايوس تيتشي، 1953–1971[4][ب]
- أكثر عدد أهداف مع الأندية: 800 –  كريستيانو رونالدو، 2002–[5][ج]
- أكثر عدد أهداف مع المنتخبات الوطنية: 138 –  كريستيانو رونالدو، 2004–[6][7]
- أكثر عدد أهداف محلية: 653 –  بيليه، 1956–1977[8][د]
- أكثر أهداف في الدوري المحلي: 643 –  جوزيف بيكان، 1931–1957[9][ه]
- أكثر أهداف في دوري وطني محلي: 604 –  بيليه، 1956–1977[11][12][و]
- أكثر أهداف في بطولات الكأس المحلية: 97 –  أوزيبيو، 1961–1974[14]
- أكثر أهداف في البطولات الدولية للأندية: 172 –  كريستيانو رونالدو، 2002–[15]
- أكثر أهداف سُجلت مع نادٍ واحد: 672 –  ليونيل ميسي لصالح برشلونة، 2004–2021[16][17][18][ز]
- أكثر أهداف سُجلت في دوري واحد: 474 –  ليونيل ميسي في الدوري الإسباني، 2004–2021[22][23]
- أفضل معدل تهديفي في التاريخ: 1.52[ح] –  جوزيف بيكان، 1931–1957[ط]

#### أكثر الأهداف في سنة / موسم
- في سنة تقويمية: 91 –  ليونيل ميسي، 2012[24][25][26][ي]
- في موسم واحد: 97 –  إرنست فيليموفسكي، 1940–41[32]
- في موسم واحد مع النادي: 96[يا] –  فرد روبرتس، 1930–31[33][34][يب]
- أكثر عدد أهداف سجلها مدافع في سنة تقويمية: 27 –  دانييل باساريلا، 1976[37]
- أكثر عدد أهداف سجلها حارس مرمى في سنة تقويمية: 21 –  روجيريو سيني، 2005[38]
- أكثر عدد أهداف في دوري محلي في موسم واحد: 67 –  آرشي ستارك، الدوري الأمريكي 1924–25[39][40][يج]
- أكثر عدد أهداف في بطولات الأندية الدولية في موسم واحد: 19[42]
  -  تريسور مبوتو، 2007[يد]
  -  ريكو، 2008
- أكثر عدد أهداف دولية في سنة تقويمية: 23 –  ساندور كوتشيس، 1954[43][يه]
- أكثر عدد أهداف دولية للأندية في سنة تقويمية: 21 –  كريستيانو رونالدو، 2017[43]
- أكثر بطولات أندية كبرى سجل فيها لاعب في موسم واحد مع نفس الفريق: 7
  -  فرناندو توريس، موسم 2012–13 لصالح تشيلسي[44][45][يو]
  -  كيليان مبابي، موسم 2024–25 مع ريال مدريد[يز]

#### أكثر عدد من الأهداف في مباراة واحدة
- أكثر من سجل في مباراة رسمية: 21 –  يانيك مانزيزيلا، كونغو يونايتد 30–0 بالروغ بوتشيركا، الدرجة السابعة السويدية، 11 أغسطس 2014[46]
- أكثر من سجل في مباراة دوري الدرجة الأولى: 17 –  باسانع تشيرينغ،ري إتش إس 0–20 ترانسبورت يونايتد، دوري الدرجة الأولى البوتاني 2007، 4 أغسطس 2007[47]
- أكثر من سجل مباراة كأس محلي: 16 –  ستيفان ديمبيكي، لانس 32–0 أوبي أستوريز، كأس فرنسا 1942–43، 11 ديسمبر 1942[48][49]
- أكثر من سجل في مباراة دولية: 13 –  أرتشي تومبسون، أستراليا 31–0 ساموا الأمريكية، تصفيات كأس العالم 2002، 11 أبريل 2001[50]
- أكثر من سجل في مباراة دولية للأندية: 7[51]
  -  غودفري تشيتالو، كابوي ويراريوز 9–0 ماجانتجا، كأس إفريقيا للأندية البطلة 1972، 6 فبراير 1972
  -  ساشو بيتروفسكاي، وولونغونغ وولفز 16–0 لوتوهاʻاباي يونايتد، دوري أبطال أوقيانوسيا 2001، 9 يناير 2001
  -  لي هارمون، توبابا مارارينغا 14–0 فايالا تونغا، دوري أبطال أوقيانوسيا 2024، 20 فبراير 2024

#### الأكبر والأصغر
- أكبر من سجل في مباراة: 74 عامًا و125 يومًا –  عز الدين بهادر، نادي 6 أكتوبر ضد جينيوس، الدوري المصري الدرجة الثالثة، 9 مارس 2020[52]
- أكبر من سجل في مباراة احترافية: 50 عامًا و14 يومًا –  اليابان كازويوشي ميورا، يوكوهاما ضد ثيسباكوساتسو غونما، دوري الدرجة الثانية الياباني 2017، 12 مارس 2017[53][54][55][يح]
- أكبر من سجل في مباراة كأس محلية: 49 عامًا و208 أيام –  بيلي ميريديث، مانشستر سيتي ضد برايتون، كأس الاتحاد الإنجليزي 1923–24، 23 فبراير 1924[56][يط]
- أكبر من سجل في مباراة دوري الدرجة الأولى: 47 عامًا و257 يومًا –  بيلي ميريديث، مانشستر سيتي ضد بيرنلي، دوري كرة القدم الإنجليزي 1921–22، 15 أبريل 1922
- أكبر من سجل في مباراة دولية: 45 عامًا و73 يومًا –  بيلي ميريديث، ويلز ضد إنجلترا، بطولة البيت البريطاني 1919–20، 11 أكتوبر 1919[58][ك]
- أكبر من سجل في مباراة أندية دولية: 45 عامًا و15 يومًا –  صبحي رمضان مزي، ملانديغ ضد النادي الرياضي الصفاقسي، دوري أبطال إفريقيا 2020–21، 5 ديسمبر 2020[60]
- أصغر من سجل في الدرجة الأولى: 14 عامًا و215 يومًا –  أرمن غازاريان، شيراك ضد لوري، الدوري الأرمني الممتاز 2002، 2 سبتمبر 2002[61][62]
- أصغر من سجل دولي: 14 عامًا و93 يومًا –  أونغ كياو تون، ميانمار ضد تايلاند، بطولة آسيان لكرة القدم 2000، 6 نوفمبر 2000[63]

#### حسب الطريقة
- أكثر أهداف من ركلة جزاء: 175[كا] –  كريستيانو رونالدو، 2004–[64]
- أكثر أهداف من ركلات حرة: 77 –  جونينهو، 1993–2013[65][كب]
- أكثر أهداف من ركلات زاوية: 32 –  شوكر غولسين، 1940–1955[68][69]
- أكثر أهداف من رأسيات: 155 –  كريستيانو رونالدو، 2002–
- أكثر أهداف بالقدم اليمنى: 602 –  كريستيانو رونالدو، 2002–
- أكثر أهداف بالقدم اليسرى: 731 –  ليونيل ميسي، 2004–
- أكثر أهداف من ضربات مقصية: 35 –  هوغو سانشيز، 1976–1997[70]

#### أرقام تهديفية أخرى
- أكثر عدد من الهاتريك: 141 –  إروين هيلمتشن، 1924–1951[71][كج]
- أكثر عدد من المباريات التي سجل فيها: 625 –  كريستيانو رونالدو، 2002–[72]
- أكثر عدد من مباريات الأندية التي سجل فيها: 534 –  كريستيانو رونالدو، 2002–[73]
- أكثر عدد من المباريات الدولية التي سجل فيها: 91 –  كريستيانو رونالدو، 2004–[74]
- أطول سلسلة تسجيل في مباريات أندية من المستوى الأعلى: 21 –  جوزيف بيكان، 1939–1940[75][76]
- أطول سلسلة تسجيل في مباريات الأندية الدولية: 12 –  كريستيانو رونالدو، 2017–2018[75]
- أطول سلسلة تسجيل في المباريات الدولية: 11 –  عبد الغني منحت[الإنجليزية]، 1961–1962[75]
- أكثر عدد من الأهداف المسجلة من حارس مرمى: 129 –  روجيريو سيني، 1997–2015[77][78][79]
- أكثر عدد من الأهداف المسجلة من مدافع: 253 –  رونالد كومان، 1980–1997[80]
- أكثر عدد من الأهداف المسجلة من لاعب وسط: 517 –  زيكو، 1971–1994[81]
- أكثر عدد من الأهداف سجلها بديل في مباراة واحدة: 5 –  روبرت ليفاندوفسكي، بايرن ميونخ ضد فولفسبورغ، الدوري الألماني 2015–16، 22 سبتمبر 2015[82]
- أكثر لاعب محترف سجل في عدد مختلف من السنوات: 28 –  روكي سانتا كروز، 1998–2025[83]
- أكثر لاعب محترف سجل في عدد مختلف من السنوات مع المنتخب الوطني: 22 –  كريستيانو رونالدو، 2004–2025[84]
- أكثر لاعب محترف سجل أهدافًا في عدد مختلف من العقود الزمنية: 5 –  اليابان كازويوشي ميورا (الثمانينات، التسعينات، العقد الأول من الألفية، العقد الثاني، العقد الثالث)[85]

### المشاركات

#### أكثر عدد من المشاركات

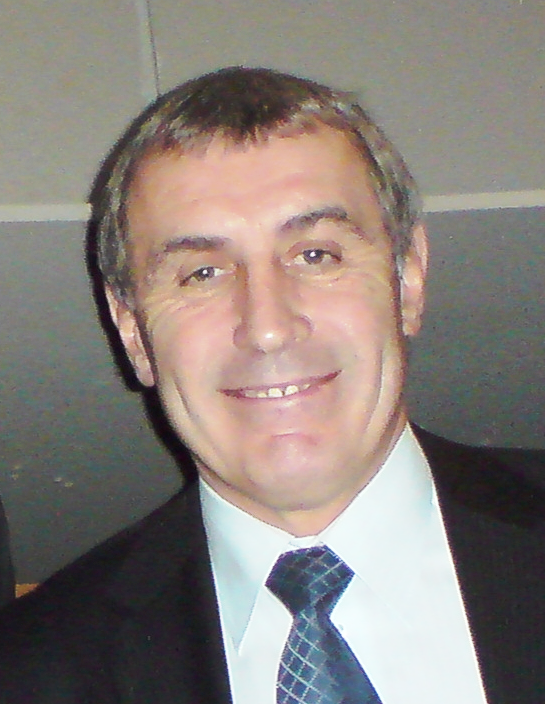
بيتر شيلتون، اللاعب الذي يملك أكبر عدد من المشاركات في تاريخ كرة القدم الرسمية، بـ1,396 مباراة.

- أكثر عدد من المباريات الرسمية: 1,396 –  بيتر شيلتون، 1966–1997[86]
- أكثر عدد من المباريات مع الأندية: 1,267 –  فابيو، 1997–[87]
- أكثر عدد من المباريات الدولية: 220 –  كريستيانو رونالدو، 2003–[88]
- أكثر عدد من المباريات الرسمية مع نادٍ واحد: 1,197 –  روجيريو سيني مع ساو باولو، 1992–2015[89]
- أكثر عدد من المباريات في مسابقات الأندية المحلية: 1,098 –  فابيو، 1997–[90][كد]
- أكثر عدد من المباريات في مسابقات الأندية الدولية: 228 –  كريستيانو رونالدو، 2002–[92]
- أكثر عدد من المباريات في دوري وطني من الدرجة الأولى: 994 –  فابيو، 1997–[93][94][كه]
- أكثر عدد من المباريات في دوري واحد: 848 –  بيتر شيلتون في الدوري الإنجليزي، 1966–1991[95]

#### الأكبر والأصغر
- أكبر لاعب كرة قدم سنًا: 79 عامًا و89 يومًا –  ديفيد مادج، أبريل 2022[96][كو]
- أكبر لاعب كرة قدم محترف: 63 عامًا –  روبرت كارمونا، 1980–، لا يزال يلعب مع نويفو كاسابو في الدوري الأوروغواياني الدرجة الرابعة[98][كز]
- أكبر لاعب شارك في مباراة دوري من الدرجة الأولى: 54 عامًا و12 يومًا –  اليابان كازويوشي ميورا، يوكوهاما ضد أوراوا رد دايموندز، الدوري الياباني الممتاز 2021، 10 مارس 2021[101][كح]
- أكبر لاعب شارك في مباراة ضمن بطولة كأس محلية: 52 عامًا و169 يومًا –  كازويوشي ميورا، يوكوهاما ضد يوكوهاما إف مارينوس، كأس الإمبراطور 2019، 14 أغسطس 2019[كط]
- أكبر لاعب كرة قدم شارك في مباراة دولية: 51 عامًا و345 يومًا –  جورج ويا، ليبيريا ضد نيجيريا، مباراة ودية، 11 سبتمبر 2018[103][104][105][ل]
- أصغر لاعب شارك في مباراة دولية: 14 عامًا ويومان –  لوكاس كنشت، جزر ماريانا الشمالية ضد غوام، بطولة شرق آسيا 2008، 1 أبريل 2007[106][107][لا]
- أصغر لاعب شارك في دوري من الدرجة الأولى: 12 عامًا و362 يومًا –  ماوريسيو بالديفيسو، أورورا ضد لاباز، الدوري البوليفي للمحترفين 2009، 19 يوليو 2009[112][لب]
- أصغر لاعب شارك في مباراة على مستوى الكبار: 10 سنوات و330 يومًا –  إريك غودباور مارشال، غار'أو ضد حيفا، دوري الدرجة الرابعة في ليبيريا، 7 أبريل 2021[113][114][115][116]

#### أرقام أخرى في المشاركات
- أكثر عدد من المباريات كقائد لنادٍ واحد: 964 –  روجيريو سيني مع ساو باولو، 2001–2015[117]
- أكثر عدد من المواسم كقائد لنادٍ واحد: 19 –  فرانشيسكو توتي مع روما، 1998–2017
- أكثر عدد من السنوات في نفس النادي: 27[لج]
  -  سعيد ألتنورودو مع ألتينوردو، 1929–1956
  -  لي كاسكيارو مع لينكولن ريد إمبس، 1998–
- أطول مسيرة كروية احترافية: 45 عامًا –  روبرت كارمونا، 1980–[118][119][120][121]
- أطول فترة مسيرة دولية: 26 عامًا –  إيلديفونس ليما، 1997–2023[122][123][لد]
- لاعب كرة قدم محترف شارك في خمس عقود زمنية مختلفة: 5 عقود –  روبرت كارمونا و كازويوشي ميورا، (الثمانينيات، التسعينيات، العقد الأول من الألفية، العقد الثاني من الألفية، والعقد الثالث)[118][119][120][121][124]

### أرقام قياسية أخرى

#### الألقاب
- أكثر لاعب تحقيقًا للألقاب: 60 –  لي كاسكيارو، 2000–[125][له]
- أكثر عدد من الألقاب الدولية مع الأندية: 17 –  لوكا مودريتش، 2014–
- أكثر عدد من الألقاب مع المنتخبات الوطنية: 7[لو]
  -  أنخيل رومانو، 1916–1926
  -  هيكتور سكاروني، 1917–1930
  -  خوسيه ناسازي، 1923–1935
  -  غييرمو أوتشوا، 2005–

#### حراسة المرمى

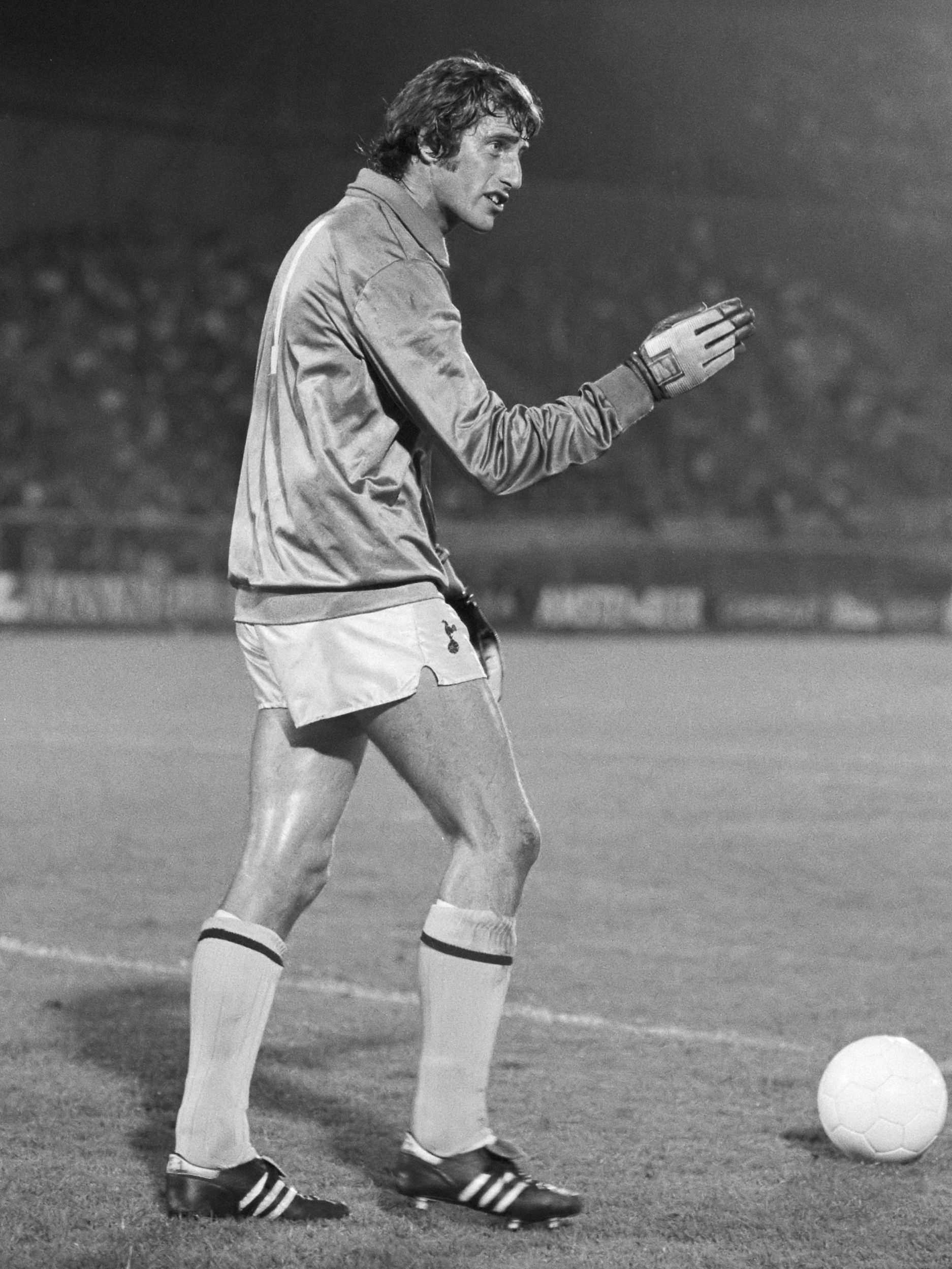
راي كليمينس يحمل الرقم القياسي في عدد الشباك النظيفة في تاريخ كرة القدم بـ 537 مباراة.

- أكثر عدد من الشباك النظيفة: 537 –  راي كليمينس، 1965–1988[127]
- أكثر شباك نظيفة في المباريات الدولية: 102 –  إيكر كاسياس، 2000–2016[128][129]
- أكثر شباك نظيفة في البطولات الدولية مع الأندية: 79 –  بيبي رينا، 2000–2025[130]
- أكثر عدد من الدقائق المتتالية دون تلقي أهداف: 1,816 دقيقة –  مازاروبي، 1977–1978[131]
- أكثر عدد من الدقائق المتتالية دون تلقي أهداف في الدوريات المحلية: 1,390 دقيقة –  داني فيرليندن، 1990[132]
- أكثر عدد من الدقائق المتتالية دون تلقي أهداف في المباريات الدولية: 1,142 دقيقة –  دينو زوف، 1972–1974[133]
- أكثر عدد من ركلات الجزاء التي تم التصدي لها: +150 –  ليف ياشين، 1949–1971[134]

#### نتائج المباريات
- أكثر عدد من المباريات التي فاز بها لاعب: 844 –  كريستيانو رونالدو، 2002–[135]
- أكثر عدد من الانتصارات في الدوريات المحلية: 501 –  كريستيانو رونالدو، 2002–[136]
- أكثر عدد من الانتصارات في مباريات الأندية: 710 –  كريستيانو رونالدو، 2002–[137][138]
- أكثر عدد من الانتصارات في المباريات الدولية: 134 –  كريستيانو رونالدو، 2003–[139]
- أكثر عدد من المباريات دون خسارة: 1,083 –  كريستيانو رونالدو، 2002–[140]

#### حقائق طريفة
- أكثر من طُرد: 46 –  جيراردو بيدويا، 1995–2015[141]
- أكثر لاعب مثّل أندية مختلفة: 37 –  كارلوس فرونتيني، 2001–2020[142][لز]
- أكثر لاعب لعب في درجات دوري مختلفة: 7 –  ناثان بوند، 2002–[145]
- أكثر لاعب لعب في اتحادات قارية مختلفة: 6
  -  لوتس بفاننشتيل، 1991–2011[146]
  -  أندريه كرول، 2007–[147]
- أسرع هدف سُجل: 2.8 ثانية –  ريكاردو أوليفيرا، 26 ديسمبر 1998[148]
- أسرع هاتريك: 89 ثانية –  ماغنوس أرفيدسون، هاسلولمز آي إف 5–3 لاندسكرونا بويس، الدوري السويدي الدرجة الثانية، 22 أكتوبر 1995[149][150][لح]
- أطول مسافة لهدف سُجل: 96.01 متر –  توم كينغ، نيوبورت كاونتي 1–1 تشيلتنهام تاون، دوري الدرجة الثانية الإنجليزي 2020–21، 21 يناير 2021[152][153]
- أطول هدف بالرأس: 58.13 متر –  جون سامويلسن، أود 3–1 ترومسو إيدريتسلاغ، الدوري النرويجي الممتاز 2011، 25 سبتمبر 2011[154]
- أكثر لاعب فاز بجائزة الهداف في قارات مختلفة: 3 –  إسيدرو لانغارا، 1930–1948[لط]
- أكثر لاعب فاز بجائزة الهداف في دوريات وطنية من الدرجة الأولى: 4 –  كريستيانو رونالدو، 2002–[155][م]
- أكثر عدد من جوائز الهداف المحلي: 15 –  روماريو، 1985–2009[156][ما][مب]
- أكثر عدد متتالٍ من جوائز الهداف المحلي: 9 –  بيليه في بطولة باوليستا، 1957–1965[مج]
- أكبر فارق زمني بين فترتي لعب لنفس النادي: 29 سنة –  باولو دا سيلفا مع أتلانتييدا، 1995–2024[157][مد]

## المدربون

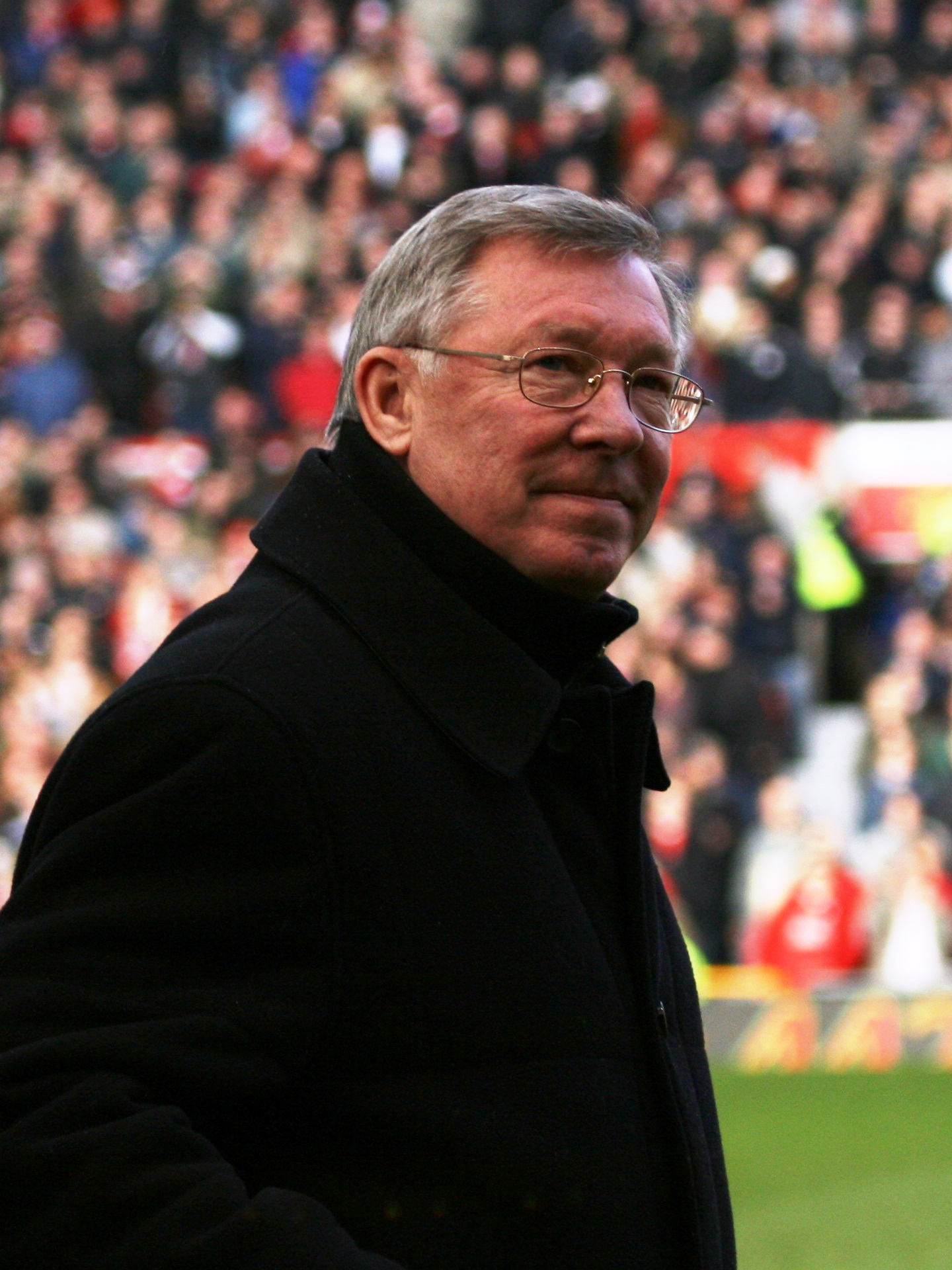
أليكس فيرغسون هو أكثر المدربين تتويجًا بالألقاب، بـ 49 لقبًا.

- أكثر عدد من المباريات التدريبية: 2,155 –  أليكس فيرغسون، 1974–2013[158]
- أكثر عدد من المباريات التدريبية مع نادٍ واحد: 1,754 –  ويلي مالي مع سلتيك، 1897–1940[159][160]
- أكثر عدد من المباريات التدريبية في دوري وطني: 1,478
  -  أليكس فيرغسون، 1974–2013
  -  غراهام تورنر، 1978–2014[161]
- أكثر عدد من المباريات التدريبية في دوري وطني من الدرجة الأولى: 1,374 –  أليكس فيرغسون، 1974–2013
- أكثر عدد من المباريات التدريبية في مسابقات الأندية الدولية: 279 –  أليكس فيرغسون، 1974–2013
- أكثر عدد من المباريات التدريبية الدولية: 286 –  بورا ميلوتينوفيتش، 1983–2009[162][163]
- أكثر عدد من المباريات التدريبية الدولية مع منتخب واحد: 228 –  أوسكار تاباريز مع الأوروغواي، 1988–2021[164][مه]
- أطول فترة تدريب لمدرب مع نادٍ واحد في التاريخ: 53 سنة –  أماديو تيشيرا مع أميريكا دي ماناوس، 1955–2008[165]
- أكثر عدد من الأندية التي دربها مدرب واحد: 26 –  باولو أتوري، 1987–2023
- أكثر عدد من المنتخبات الوطنية التي دربها مدرب واحد: 12[مو]
  -  أوتو بفيستر، 1972–2018
  -  توم سينتفيت، 2008–[168]
- أكثر المدربين تتويجًا بالألقاب: 49 –  أليكس فيرغسون، 1974–2013[169][مز]
- أكثر عدد من الألقاب الدولية الكبرى: 9 –  غييرمو ستابيلي، 1939–1958[مح]
- أكثر عدد من ألقاب دوري الدرجة الأولى: 18 –  بيل ستروث، 1920–1954[170]
- أكثر عدد من الألقاب القارية على مستوى الأندية: 14 –  كارلو أنشيلوتي، 1997–[171]
- أكثر عدد من النهائيات التي فاز بها: 31 –  أليكس فيرغسون، 1974–2013
- أكبر فارق زمني بين فترتين تدريبيتين لنفس النادي: 34 سنة –  روني ماكفول مع غلينتوران، 1984–2018[172][مط]
- أكبر فارق زمني بين فترتين تدريبيتين لنفس المنتخب: 38 سنة –  ميرتشا لوتشيسكو مع رومانيا، 1986–2024[173]
- أطول فترة عمل كمدرب لمنتخب وطني مع منتخب واحد: 43 سنة –  ميرتشا لوتشيسكو مع رومانيا، 1981–2024[174]
- أكبر مدرب سنًا: 93 سنة –  إيفور باول[175]
- أكبر مدرب سنًا قاد منتخبًا وطنيًا: 80 سنوات و35 أيام –  روكي ماسبولي، الأوروغواي ضد الإكوادور، تصفيات أمريكا الجنوبية لكأس العالم 1998، 16 نوفمبر 1997[176]

## الأندية والمسابقات

### الألقاب
- أكثر منتخب وطني تحقيقًا للألقاب: 23 –  الأرجنتين، 1921–2024[177][ن]
- أكثر الأندية تحقيقًا للألقاب الدولية: 35 –  ريال مدريد، 1955–2024[178]
- أكثر الأندية تحقيقًا للألقاب الوطنية: 119 –  سلتيك، 1892–2025
- أكثر الأندية تحقيقًا للألقاب الرسمية: 125 –  الأهلي، 1923–2024[179]
- أكثر عدد من الألقاب: 275 –  لينفيلد، 1891–2024[180]
- أكثر عدد من بطولات الدوري الوطني: 57 –  لينفيلد، 1891–2025[181]
- أكثر عدد من الألقاب في نفس البطولة: 57
  -  إيه بي سي في بطولة بوتيغوار، 1920–2022[182]
  -  لينفيلد في دوري أيرلندا الشمالية، 1891–2025
- أكثر عدد من بطولات الدوري الوطني المتتالية: 15 –  تافيا في دوري فانواتو، 1994–2009[183]

### سلسلة
- أطول سلسلة انتصارات: 61 –  أركاداغ، 2023–2024[184][185][186][187][نا]
- أطول سلسلة انتصارات لمنتخب وطني: 15 –  إسبانيا، 2008–2009[191]
- أطول سلسلة مباريات دون هزيمة: 62 –  سلتيك، 1915–1917[192][نب]
- أطول سلسلة مباريات دون هزيمة لمنتخب وطني: 37 –  إيطاليا، 2018–2021[195]
- أطول سلسلة هزائم: 65 –  وودفورد يونايتد، 2012–2013[196]
- أطول سلسلة هزائم لمنتخب وطني: 61 –  سان مارينو، 2004–2014[نج]
- أطول سلسلة بدون فوز لمنتخب وطني: 140 –  سان مارينو، 2004–2024[197]
- أطول سلسلة من المباريات التي سجل فيها الفريق هدفًا واحدًا على الأقل: 96 –  ريفر بليت، 1936–1939[198][199]

### أعلى النتائج
- في مباراة واحدة: –  أديما 149–0 ستاد أولمبيك دو ليميرن، دوري أبطال مدغشقر، 31 أكتوبر 2002[200][ند]
- في مباراة رسمية واحدة: –  أربروث 36–0 بون أكورد، كأس إسكتلندا 1885–86، 12 سبتمبر 1885[202][203]
- في مباراة دولية: – أستراليا 31–0 ساموا الأمريكية، تصفيات كأس العالم 2002 – أوقيانوسيا، 11 أبريل 2001[204]
- في مباراة دولية لفئة الشباب: – فانواتو تحت 23 46–0 ولايات ميكرونيسيا المتحدة تحت 23، دورة الألعاب الباسيفيكية 2015، 7 يوليو 2015[205]
- أعلى نتيجة في ركلات الترجيح في التاريخ: 49 –  واشنطن 3–3 بيدلينغتون، (25–24)، كأس إرنست أرمسترونغ التذكارية، 9 مارس 2022[206][نه]
- أطول سلسلة ركلات ترجيح في التاريخ: 56 –  ديمونا 2–2 شيمشون تل أبيب، (23–22)، دوري الدرجة الثالثة الإسرائيلي، 20 مايو 2024[207][208][209]

### أرقام قياسية في المواسم
- أعلى عدد من النقاط في المسابقات المحلية: 111 –  برمنغهام سيتي، دوري الدرجة الأولى الإنجليزي 2024–25[210][211]
- أعلى عدد من النقاط في دوري من الدرجة الأولى: 108
  -  اليابان طوكيو فيردي، الدوري الياباني لكرة القدم 1995
  -  النجم الأحمر، الدوري الصربي الممتاز 2020–21[212]

### الأقدم
- أقدم نادٍ: منذ 1857 –  شيفيلد[213][214]
- أقدم مباراة كرة قدم: 1860 –  هالام 0–2 شيفيلد، مباراة ودية، 26 ديسمبر 1860[215]
- أقدم اتحاد كرة قدم: 1863 –  الاتحاد الإنجليزي[216]
- أقدم بطولة: 1867 –  كأس يودان[217]
- أقدم بطولة لا تزال قائمة: منذ 1871 –  كأس الاتحاد الإنجليزي[218]
- أقدم مباراة دولية: 1872 – إسكتلندا 0–0 إنجلترا، مباراة ودية، 30 نوفمبر 1872[219]
- أقدم كأس لا تزال قائمة: منذ 1874 –  كأس إسكتلندا[220]
- أقدم بطولة دولية: 1884 –  بطولة البيت البريطاني، 1884–1984[221]
- أقدم بطولة دولية للأندية: 1897 –  كأس التحدي، 1897–1911[نو]

### أخرى
- أكثر بطولة شارك فيها عدد أندية: أكثر من 20,000 –  كوبا بيرو[222][نز]
- أقل دوري كرة قدم من حيث عدد الأندية: 2 – دوري جزر سيلي[224][225][نح]
- أكثر دوري يضم أندية: أكثر من 100 –  البطولة الوطنية للرأس الأخضر[نط]
- أقصر بطولة وطنية: 7 أيام –  دوري جرينلاند[226][227]
- أطول مباراة كرة قدم: 3 ساعات و23 دقيقة –  ستوكبورت كونتي 3–2 دونكاستر روفرز، كأس دوري الدرجة الثالثة الإنجليزية – القسم الشمالي، 30 مارس 1946[228][229][ص]
- أكثر عدد بطاقات حمراء في مباراة واحدة: 36 –  كلايبول – فيكتوريانو أريناس، الدوري الأرجنتيني الدرجة الخامسة، 3 مارس 2011[230][231]
- أكثر عدد مباريات لعبها فريق في يوم واحد: 3 –  غريميو بورتو أليغرينزي، بطولة غاوتشو 1994، 11 ديسمبر 1994[232][صا]
- أكثر نادٍ سجل أهدافًا في تاريخ كرة القدم: 13,085 –  نادي فلامنغو, منذ 1912[233][234][235]
- أكثر الأهداف في التاريخ ضمن بطولات النخبة: 9,219 –  ليفربول، منذ 1896[236]
- المنتخب الوطني الوحيد الذي لم يفز أبدًا: –  كيريباتي[صب]

## الملاعب
- أقدم ملعب: 1804 –  سانديغيت[الإنجليزية][237][صج]
- أكبر ملعب: 150,000 –  ملعب 1 مايو برونغرادو[238][صد]
- أكبر ملعب مغلق: 250,000 –  ملعب ستراهوف[صه]
- أكبر حضور جماهيري في مباراة: 199,854 –  ملعب ماراكانا، البرازيل 1–2 الأوروغواي، كأس العالم 1950، 16 يوليو 1950[239][صو]

## الملاحظات
1. ↑  إروين هيلمتشن قد يكون سجل 989 هدفًا في مسيرته.[3]
2. ↑  بما في ذلك المباريات الودية والمسابقات غير الرسمية.
3. ↑  إروين هيلمتشن قد يكون سجل 870 هدفًا مع الأندية.
4. ↑  وفقًا لمصادر أخرى، قد يتفوق بيكان بـ728 هدفًا.
5. ↑  إروين هيلمتشن سجل 713 هدفًا، منها 690 في دوريات إقليمية ألمانية.[10]
6. ↑  سجل بيليه غالبية أهدافه في بطولة باوليستا، لكن الدوري البرازيلي الدرجة الأولى لم يكن دوري الدرجة الأولى الوطني آنذاك. إذا استُثنيت تلك الأهداف، فإن كريستيانو رونالدو سيكون المتصدر بـ 572 هدفًا.[13]
7. ↑  إروين هيلمتشن سجل ما لا يقل عن 667 هدفًا مع بي إس في كمنيتس في مباريات رسمية؛ من المحتمل أنه تجاوز الرقم الذي حققه ميسي فعليًا، لكن نقص التوثيق يحول دون اعتماده رسميًا.[19] عند احتساب جميع المباريات مع نادٍ واحد، فإن غيرد مولر سجل 1256 هدفًا لصالح بايرن ميونخ.[20][21]
8. ↑  805 أهداف في 530 مباراة.
9. ↑  وفقًا لـ مؤسسة إحصاءات وثيقة لرياضة كرة القدم، إروين هيلمتشن يتصدر هذه الفئة بمعدل 1.71 هدف لكل مباراة. بينما تشير مصادر أخرى إلى أن فيرناندو بيروتيو لديه معدل 1.77 هدف لكل مباراة، لكنها تشمل فقط أهدافه في الدوري البرتغالي الممتاز.

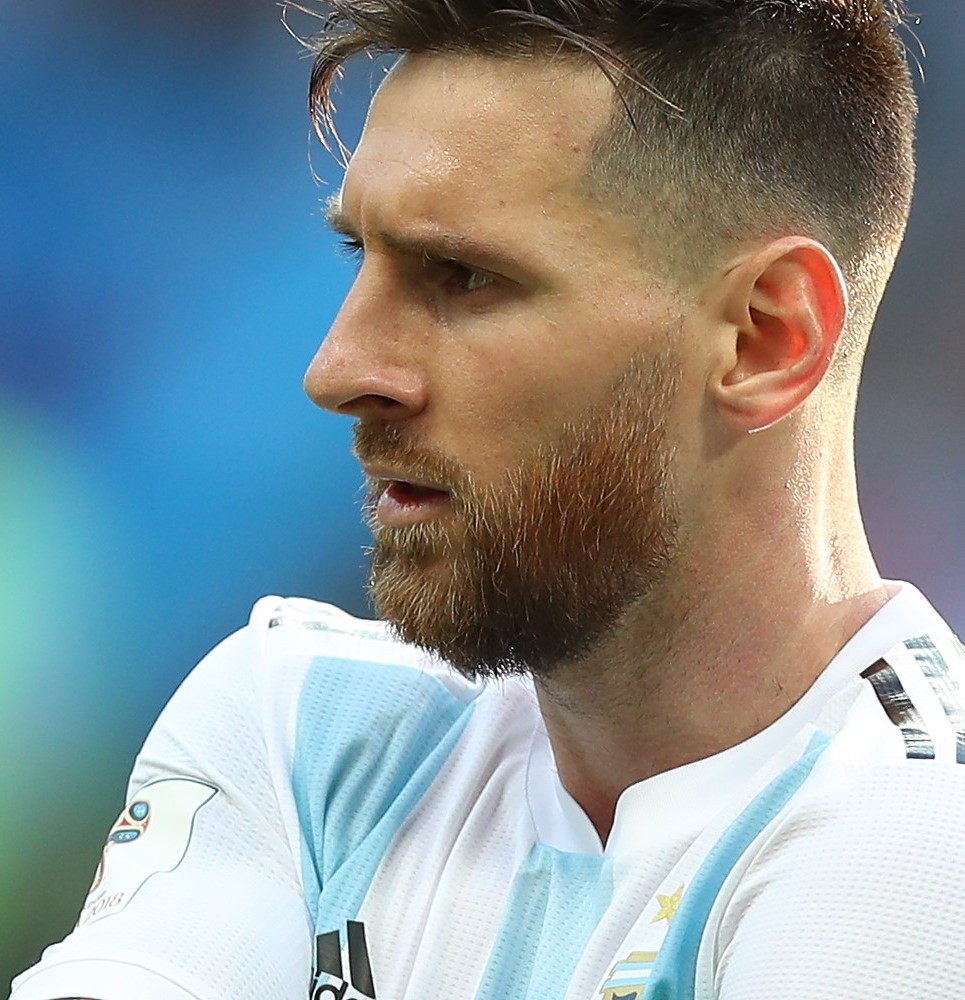
ليونيل ميسي، اللاعب الذي سجل أكبر عدد من الأهداف الرسمية في سنة واحدة، بإجمالي 91 هدفًا في عام 2012.

10. ↑  يُقال إن اللاعب الزامبي غودفري تشيتالو سجل 109 أهداف رسمية في عام 1972 لصالح ناديه كابوي ويراريوز ومنتخب زامبيا، لكن مدى رسمية هذا الرقم محل خلاف.[27][28][29][30] مصادر أخرى مثل الفيفا تعتبر بيليه المتصدر في هذه الفئة بـ127 هدفًا عام 1959، لكن هذا العدد يشمل مباريات ودية.[31]
11. ↑  يشمل هذا العدد 35 هدفًا في بطولات محلية وإقليمية، وهي تعتبر بطولات رسمية.
12. ↑  في المستوى الأعلى من كرة القدم، فإن الرقم الأكثر شهرة هو رقم ليونيل ميسي البالغ 73 هدفًا لصالح برشلونة خلال موسم 2011–12.[35][36] كما يُقال إن غودفري تشيتالو سجل أيضًا 97 هدفًا رسميًا في موسم 1972 مع كابوي ويراريوز. لكن مدى رسمية هذا الرقم محل خلاف.[27]
13. ↑  موسوعة غينيس للأرقام القياسية تذكر أيضًا ديكسي دين بـ 60 هدفًا في 39 مباراة في دوري كرة القدم الإنجليزي 1927–28.[41] وتشير مصادر أخرى إلى ياب بولدر الذي سجل أيضًا 67 هدفًا في الدوري الهولندي الممتاز 1919–20، لكن هذا الرقم يشمل 4 دوريات إقليمية وجولة فاصلة.
14. ↑  سجل 9 أهداف في دوري أبطال إفريقيا 2007 و10 أهداف في كأس الكونفيدرالية الإفريقية 2007.
15. ↑  فيفيان وودوارد سجل 25 هدفًا في عام 1909، من بينها 14 هدفًا مع منتخب إنجلترا للهواة.
16. ↑  سجل توريس في الدوري الإنجليزي، كأس الاتحاد الإنجليزي، كأس الرابطة، درع المجتمع الإنجليزي، كأس العالم للأندية، دوري أبطال أوروبا والدوري الأوروبي.
17. ↑  سجّل مبابي في الدوري الإسباني، كأس الملك، كأس السوبر الإسباني، دوري أبطال أوروبا، كأس السوبر الأوروبي، كأس القارات للأندية وكأس العالم للأندية.
18. ↑  يُقال عادةً إن ستانلي ماثيوس سجل هدفه الأخير في سن 50 عامًا و5 أيام ولكنه غير صحيح. لعب مباراته الأخيرة في الدوري الإنجليزي الممتاز في ذلك العمر، وحقق تمريرة حاسمة.
19. ↑  كان ستانلي ماثيوس أصغر بـ 194 يومًا عندما لعب آخر مباراة له في كأس الاتحاد الإنجليزي 1963–64 وسجل آخر هدف احترافي له.[57]
20. ↑  لم تكن هذه المباراة دولية بالكامل (بل أُطلق عليها اسم "مباراة النصر الدولية"). يمكن أن يكون لاعب جزر فيرجن الأمريكية كيثروي كورنيليوس هو صاحب الرقم القياسي بهدف سجله ضد منتخب كوراساو بعمر 43 عامًا و196 يومًا.[59]
21. ↑  لا تشمل ركلات الترجيح.
22. ↑  تشير مصادر أخرى إلى أن زيكو هو أكثر من سجل من ركلات حرة في التاريخ بـ101 هدف.[66] حتى مارسيلينيو كاريوكا قد يحمل هذا الرقم بـ 86 هدفًا حسب بعض المصادر.[67]
23. ↑  عند احتساب المباريات الكبرى فقط، فإن بيليه يحمل الرقم القياسي بـ 92 ثلاثية.
24. ↑  حارس المرمى الإنجليزي بول باستوك لعب 1,286 مباراة في مسابقات الأندية المحلية، لكن هذا العدد يشمل أكثر من 149 مباراة في بطولات إقليمية.[91]
25. ↑  يشمل ذلك 210 مباريات في بطولة مينيرو و71 مباراة في بطولة كاريوكا. إذا لم تُحتسب الدوريات المحلية في البرازيل، فإن بيتر شيلتون سيكون المتصدر بـ 848 مباراة مذكورة أدناه.
26. ↑  سجلت موسوعة غينيس للأرقام القياسية في عام 2023، ديفيد مادج كأكبر لاعب كرة قدم في مباراة تنافسية عن عمر 79 عامًا و89 يومًا. ومع ذلك، فقد شارك في مباراة ضمن رابطة كرة القدم لمنطقة الضواحي الشمالية، وهي مسابقة غير احترافية في أستراليا. ديكي بوروثويك لعب مباراته الأخيرة في ديسمبر 2019 عن عمر 83 عامًا، وكان ضمن دوري قدامى المحترفين.[97]
27. ↑  دخل حارس المرمى الإسرائيلي إسحاق حايك موسوعة غينيس للأرقام القياسية كأكبر لاعب كرة قدم في التاريخ بعمر 73 عامًا في عام 2019، بعد مشاركته في مباراة ضمن الدرجة الرابعة للدوري الإسرائيلي.[99] في عام 2020، حطم المصري عز الدين بهادر رقم حايك بمشاركته في مباراة ضمن الدوري المصري الدرجة الثالثة بعمر 74 عامًا.[100] ومع ذلك، لا يُعد أي منهما محترفًا لأنه لم يشارك ضمن التشكيلة طوال الموسم.
28. ↑  سالفادور رييس لعب أول 50 ثانية من مباراة ضمن كلاوسورا 2008 من الدوري المكسيكي الممتاز عن عمر 71 عامًا، لكنها كانت لفتة تكريمية. وقد كان معتزلًا منذ أن كان في سن 36.[102]
29. ↑  شارك ميورا لاحقًا في مباراة ضمن كأس الدوري الياباني عن عمر 54 عامًا و82 يومًا، لكن كأس الإمبراطور تُعد المسابقة الكأسية الرئيسية في اليابان.
30. ↑  اللاعب باري ديوسبري من سارك شارك في مباراة عن عمر 52 عامًا و11 يومًا في عام 2003، لكن منتخب سارك غير معترف به من قبل الفيفا.
31. ↑  بعض المصادر تدعي أن ماثيو إنغيران إدجيكبان هو أصغر لاعب دولي في التاريخ بمشاركته مع بنين عن عمر 13 عامًا و213 يومًا، لكن تاريخ ميلاده غير مؤكد. كما يُزعم أن غالي فريتاس شارك مع تيمور الشرقية في 1 سبتمبر 2018 ضد بروناي عن عمر 13 عامًا و244 يومًا، لكن هناك جدلًا حول ما إذا كان قد وُلد في 2004 أو 1996.[58][108] كما يُزعم أن سليمان مامام شارك مع توغو في مباراة تصفيات كأس العالم عن عمر 13 عامًا و310 أيام، لكن هناك خلاف حول ما إذا كان وُلد في 1987 أو 1985.[109][110] يُزعم أيضًا أن أبيل جوشيا سامسون شارك مع تنزانيا في مباراة دولية بعمر 14 عامًا.[111]
32. ↑  يُعد أيضًا أصغر لاعب في التاريخ يشارك في مباراة كرة قدم احترافية.
33. ↑  باولو مالديني قضى 31 عامًا في ميلان، بما في ذلك 6 سنوات في ميلان بريميفيرا.
34. ↑  جورج ويا، جيمس ديباه وجيورجوس كوداس امتدت مسيرتهم الدولية لـ 32، 31 و27 عامًا على التوالي، ولكنهم حصلوا على مباريات وداعية رمزية بعد أعوام من اعتزالهم الفعلي. بيلي بوهان، الذي لعب لصالح منتخب ألدرني غير المعترف به من الفيفا أو اليويفا، امتدت مسيرته الدولية لـ27 عامًا و339 يومًا.
35. ↑  على مستوى كرة القدم العالمية، يُعتبر الرقم الأكثر تداولًا هو ليونيل ميسي بـ 45 لقبًا.[126]
36. ↑  فاز أنخيل رومانو بست بطولات كوبا أمريكا ولقب أولمبي واحد. أما سكاروني وناسازي ففازا بأربع بطولات كوبا أمريكا ولقبين أولمبيين ولقب واحد كأس العالم.
37. ↑  سيباستيان أبريو يحمل الرقم القياسي في موسوعة غينيس بعد أن مثّل 32 فريقًا مختلفًا، لأن معظم الفرق التي لعب لها فرونتيني تُعتبر على أي حال من أندية الدرجة الأولى فقط.[143][144]
38. ↑  تومي روس يحمل الرقم القياسي في موسوعة غينيس لأسرع ثلاثية، سجلها في 28 نوفمبر 1964 خلال 90 ثانية.[151]
39. ↑  فاز لانغارا بجائزة الهداف مع ريال كلوب إسبانيا في المكسيك (الكونكاكاف) في 1944 و1946، ومع ريال أوفييدو في إسبانيا (الاتحاد الأوروبي) في 1934 و1935 و1936، ومع سان لورينزو في الأرجنتين (كونميبول) في 1940.
40. ↑  مع مانشستر يونايتد (الدوري الإنجليزي الممتاز) في 2008؛ مع ريال مدريد (الدوري الإسباني) في 2011، 2014 و2015؛ مع يوفنتوس (الدوري الإيطالي) في 2021؛ ومع النصر (دوري المحترفين السعودي) في 2024.
41. ↑  بطولة كاريوكا في 1986، 1987، 1996، 1997، 1998، 1999، 2000؛ الدوري الهولندي في 1988–89، 1989–90، 1990–91؛ الدوري الإسباني في 1993–94؛ الدوري البرازيلي في 2000، 2001، 2005؛ الدوري الأمريكي الدرجة الأولى في 2006.
42. ↑  إذا استبعدنا بطولات الولايات في البرازيل، فإن جوزيف بيكان سيكون صاحب الرقم القياسي بـ14 جائزة هداف. فاز ببطولة النمسا في 1934؛ الدوري التشيكوسلوفاكي في 1938، 1939، 1946، 1947، 1948، 1950؛ دوري بوهيميا/مورافيا في 1940، 1941، 1942، 1943، 1944؛ دوري الدرجة الثانية التشيكوسلوفاكي في 1949 و1952.
43. ↑  إيمرا شلوسر فاز بجائزة الهداف 10 مرات متتالية في الدوري المجري بين 1908 و1917، لكن بطولتي 1914 و1915 تُعتبران غير رسميتين بسبب الحرب العالمية.
44. ↑  غادر باولو دا سيلفا نادي أتلانتييدا الباراغواياني في 1995 وعاد إليه في 2024، بعد 29 سنة.
45. ↑  في فترتين منفصلتين، 1988–1990 و2006–2021.
46. ↑  رودي غوتندورف يحمل موسوعة غينيس للأرقام القياسية لتدريبه 55 فريقًا في 32 دولة ضمن ست اتحادات قارية. من بينها، درب 18 منتخبًا وطنيًا لكنه خاض مباريات رسمية فقط مع 9 منها.[166][167]
47. ↑  ويلي مالي فاز بـ 63 لقبًا من ضمنها 14 كأس غلاسكو و19 كأس غلاسكو الخيرية، وهي بطولات إقليمية.
48. ↑  فاز ستابيلي بكوبا أمريكا مع الأرجنتين أعوام 1941، 1945، 1946، 1947، 1955، و1957؛ كما فاز بدورة الألعاب الأمريكية (1951، 1955) وبطولة عموم أمريكا (1960).
49. ↑  أوتو ريهاغل لعب لصالح هرتا برلين حتى عام 1965 ودرب الفريق عام 2012، ما يجعل الفارق الزمني بين الفترتين 47 سنة.
50. ↑  لقبين في كأس الأبطال كونميبول–يويفا، 3 ألقاب من كأس العالم، لقب واحد في بطولة عموم أمريكا، و16 لقبًا في كوبا أمريكا.
51. ↑  بعض المصادر لا تعتبر هذه السلسلة رقمًا قياسيًا بسبب ضعف تصنيف البطولات التي يلعب فيها الفريق؛ كما أن نادي أركاداغ نفسه محل جدل منذ تأسيسه.[188] الرقم القياسي الرسمي يعود إلى الهلال.[189][190]
52. ↑  خلال سلسلة اللاهزيمة، خاض سلتيك بين 20 نوفمبر 1915 و14 أبريل 1917 أيضًا مباريات في بطولتين إقليميتين هما كأس غلاسكو الخيرية للتجار وكأس غلاسكو. تضمنت السلسلة مباراتين في كأس غلاسكو الخيرية لموسم 1915–16 في مايو 1916[193] ومباراتين في كأس غلاسكو لموسم 1916–17 في أكتوبر 1916[194]، ليصبح المجموع 66 مباراة دون هزيمة.[192]
53. ↑  منتخب ألدرني خسر 97 مباراة متتالية بين 1921 و2003، لكنه ليس معترفًا به من قبل الفيفا.
54. ↑  المباراة كانت مرتبة مسبقًا، لذا يمكن تضمين نتائج أخرى من الدرجات الدنيا حول العالم.[201]
55. ↑  تم تنفيذ 54 ركلة ترجيح لتحديد الفائز في المباراة.
56. ↑  بطولة العالم، وهي بطولة بين أبطال الأندية الإنجليزية والإسكتلندية، تأسست في عام 1886 لكنها اعتُبرت بطولة استعراضية ولم تُقم سنويًا.
57. ↑  يشارك أكثر من 20,000 نادٍ في المرحلة المحلية؛ بينما لا يبلغ الدور الوطني سوى 50 ناديًا فقط. من ناحية أخرى، يشارك أكثر من 5,000 فريق في كأس فرنسا سنويًا، ما يجعلها أضخم بطولة من حيث عدد المشاركين على مستوى العالم.[223]
58. ↑  يضم الدوري فريقين فقط: وولباك وانديررز وغاريسون غانرز، ويتواجهان 18 مرة في الموسم الواحد.
59. ↑  تُقام البطولة بصيغة دوري بين أبطال الجزر التسع.
60. ↑  في 30 مارس 1946، كانت مباراة إعادة في كأس الدرجة الثالثة الشمالية بعد انتهاء اللقاء الأول بنتيجة 2–2. امتدت المباراة إلى 203 دقائق إضافية دون فائز. بعد تعادل 2–2 في الوقت الأصلي، استُكملت المباراة بوقت إضافي، لكن ثلاثين دقيقة لم تكن كافية لحسم اللقاء. كانت قاعدة "اللعب حتى الفوز" سارية في فترة الحرب، أي "الهدف الذهبي" عمليًا – أي أن "الهدف التالي هو الفائز". اعتقد ستوكبورت أنهم سجلوا هدف الفوز في الدقيقة 173.
61. ↑  في 11 ديسمبر 1994، لعب غريميو ثلاث مباريات في نفس اليوم ضمن بطولة غاوتشو، بمواعيد انطلاق الساعة 2 ظهرًا، 4 عصرًا، و6 مساءً، بسبب جدولهم المزدحم. فازوا في مباراتين وتعادلوا في الثالثة، مستخدمين 34 لاعبًا مختلفًا.
62. ↑  كيريباتي ليست عضوًا في الفيفا، لكنها عضو منتسب في اتحاد أوقيانوسيا لكرة القدم (OFC). لم يحقق المنتخب أي فوز في 11 مباراة لعبها في تاريخه، ولم يخض أي لقاء منذ عام 2011.
63. ↑  افتُتح الملعب عام 1804، لكن لم تُلعب أول مباراة كرة قدم بين ناديين على أرضه حتى 26 ديسمبر 1860.
64. ↑  منذ إعادة تجديده عام 2014، أصبحت السعة الرسمية للملعب 114,000 متفرج، وهو رقم قياسي أيضًا لملعب كرة قدم، لكن لا يزال بالإمكان توسيعه ليصل إلى 150,000.
65. ↑  نادراً ما استُخدم هذا الملعب لمباريات كرة القدم، واحتوى فقط على 56,000 مقعد فردي. كما أن مساحة أرضيته كانت تعادل ثلاثة أضعاف الطول وثلاثة أضعاف العرض للملعب القياسي لكرة القدم.
66. ↑  رغم تسجيل هذا الرقم في موسوعة غينيس للأرقام القياسية، إلا أنه من غير المؤكد ما إذا كان هذا العدد من الحضور دقيقًا. فالمؤسسة نفسها تناقض بياناتها.[240] ووفقًا لمصادر أخرى، هناك مباريات مختلفة هي صاحبة الرقم القياسي الفعلي.